# Esfera (revista)
Esfera, de Letras, artes e ciências foi uma revista mensal editada no Rio de Janeiro, que circulou no Brasil e Portugal de maio de 1938 a maio de 1950.

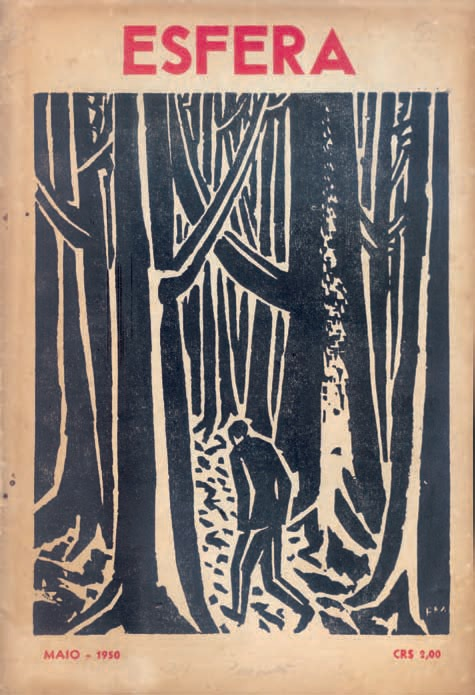
Capa da Revista Esfera de Letras, Artes e Ciências, n. 24, maio, 1950. Ilustração de "O Livro das Horas" de Frans Masereel

## Trajetória da revista

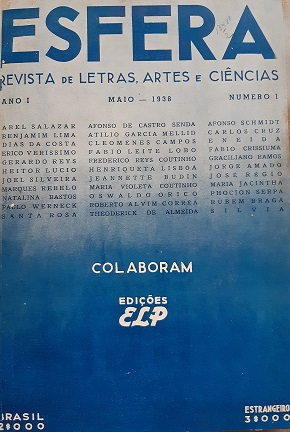
Capa do primeiro número da Revista Esfera de Letras, Artes e Ciências com lista de colaboradores, maio, 1938.

Foi criada pela Empresa de Leitura e Publicidade Ltda, editora fundada em 18 de abril de1938 por Áureo Ottoni de Mendonça Junior, Maria Jacintha Trovão da Costa Campos e Sylvia de Leon Chalreo, com sede na Rua Uruguaiana n. 86, 8º. Andar, sala 805, Rio de Janeiro/RJ e capital de 12:000$000 réis, com o apoio do Partido Comunista Brasileiro.
Foram editados 26 números em duas fases: oito entre 1938 e 1939 e dezoito após 1944, sendo que o último saiu em 1950. No início Sylvia de Leon Chalreo assinava como redatora chefe e Maria Jacintha Trovão da Costa Campos, como diretora. Na segunda fase, sem a parceria de Maria Jacintha, a jornalista feminista Maura de Senna Pereira fez parte do expediente, exercendo o cargo de secretária.
A Esfera reuniu intelectuais, escritores e artistas que se uniam aos protestos contra a ditadura do Estado Novo, a censura e a perseguição aos comunistas e foi veículo das ideias da Aliança Nacional Libertadora durante a Segunda Grande Guerra. Publicou críticas literárias e de artes em geral (cinema, música, pintura, teatro e cinema), programação de rádio, cinema e teatro, artigos literários e poéticos, alguns inéditos, ensaios sobre história, folclore, saúde e filosofia, ilustrações e fotografias.
Na capa da primeira edição de maio de 1938 constam os nomes de Abel Salazar, Afonso de Castro Senda, Afonso Schimdt, Benjamim Lima, Atilio Garcia Mellid, Carlos Cruz, Cleomenes Campos, Dias da Costa, Eneida, Erico Veríssimo, Fábio Leite Lobo, Fábio Crisciúma, Gerardo Reys, Frederico Reys Coutinho, Graciliano Ramos, Heitor Lucio, Henriqueta Lisboa, Jorge Amado, Jeannete Dudin, Joel Silveira, José Régio, Maria Violeta Coutinho, Marques Rebelo, Maria Jacintha, Natalina Bastos, Oswaldo Orico, Phocion Serpa, Paulo Werneck, Roberto Alvim Correa, Rubem Braga, Santa Rosa, Theoderik de Almeida e Sylvia de Leon Chalreo.
No número dois, novos redatores, que gozavam de prestígio na época, se uniram aos anteriores, denotando o crescimento e o fortalecimento da publicação. Álvaro Moreyra, Carlos Drummond de Andrade, José Lins do Rego, Manuel Bandeira e Oswald de Andrade estão entre eles. 
Entre 1938 e 1950, foram lançados 24 números, com lacunas de tempo entre as edições. Os seis primeiros mensalmente, de maio a setembro de 1938 e o sétimo teve um atraso de um mês, saiu só em dezembro. Durante este período funcionou no endereço registrado no contrato social, no centro do Rio de Janeiro e além de Sylvia e Maria Jacintha, sua equipe era composta por Áureo Ottoni, gerente, e Frederico Reys Coutinho, secretário. O oitavo número da Esfera foi publicado um ano depois, em novembro de 1939, com alterações na equipe administrativa e sede. A nova sede era a sala 708 do Liceu Literário Português, na Rua Senador Dantas, 118, também na região central, cerca de mil metros da antiga instalação. Neste ano a revista passou a ter o português Afonso de Castro Senda como representante em Portugal.
O nono número apareceu só depois de cinco anos, em março de 1944, com foco na propaganda política contra o fascismo. Na página de abertura, uma foto de Getúlio Vargas acima do título da primeira matéria, Unidade para a Vitória, representa a união dos comunistas em torno de Vargas aprovada na II Conferência Nacional do PCB realizada no ano anterior, após a entrada do Brasil na Segunda Guerra Mundial ao lado dos Aliados.
As críticas, poemas e obras literárias ali publicadas são em sua maioria relacionadas à divulgação das ideias do Partido Comunista, da Aliança Nacional Libertadora, da Liga de Defesa Nacional e de outras associações e organizações antifascistas.
Pouco mais de um ano, já no final da guerra e após a rendição da Alemanha, foi editado o número seguinte. A capa é um retrato de Luís Carlos Prestes feito a bico de pena por Quirino Campofiorito, com a inscrição O Grande Líder Nacional. Este exemplar, com o subtítulo Discurso de Luiz Carlos Prestes impresso acima do desenho, é praticamente todo dedicado ao líder comunista, trazendo na íntegra o discurso que proferiu em comemoração à anistia política no comício de 1945, realizado no Estádio de São Januário, no Rio de Janeiro.
No décimo primeiro exemplar, com o subtítulo Documentos Históricos - A palavra de Luís Carlos Prestes e tendo a primeira matéria ilustrada com o desenho Comício Popular de Paulo Werneck, a Esfera saudou a democracia: "O povo decidiu o caminho democrático que o Brasil está trilhando. Declarou guerra ao Eixo, realizou a gloriosa Força Expedicionária Brasileira, venceu nos campos de batalha da Europa, conquistou a anistia para os presos políticos, a legalidade do Partido Comunista do Brasil, a liberdade de imprensa, a Constituinte, a dissolução do Tribunal de Segurança Nacional, a derrubada do famoso 177, opressor do funcionalismo e elegeu seus candidatos em eleições livres e honestas para a presidência da República e Assembleia Constituinte. Esfera, revista de cultura e profundamente antifascista, se congratula com o proletariado e o povo, organizados em seus partidos e sindicatos, na luta pela democracia no Brasil".
Em 1946, quando o PCB vivia uma fase de legalidade, saíram os números 12 a 16; em agosto, setembro/outubro e dezembro de 1948 os números 17, 18 e 19; em 1949 saíram as edições de janeiro/março, abril/maio e outubro. Por fim em 1950 foram publicados os últimos dois números: janeiro/fevereiro e maio de 1950.

## Intercâmbio Internacional
A Esfera publicou textos e reprodução de gravuras e pinturas de autores estrangeiros. Alguns textos foram especialmente criados para a revista, outros são transcrições de artigos opinativos e ficcionais. 

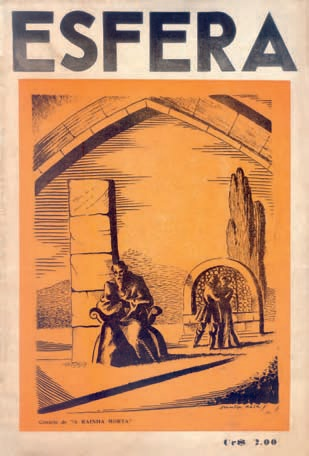
Capa da Revista Esfera de Letras, Artes e Ciências, n. 16, 1946. Ilustração de Tomás Santa Rosa

A principal relação internacional era com Portugal, já que foi criada para ser uma revista de intercâmbio luso-brasileiro. O intelectual português, Afonso de Castro Senda foi o representante da Esfera em Portugal. Ele era militante do movimento neorrealista português e viveu no Rio de Janeiro no final dos anos 1930, onde conheceu os editores da Esfera.
O novo romance social brasileiro desde o início da década passou a ser divulgado e discutido em periódicos neorrealistas. No mundo literário português “o final dos anos 1930 se afigura como momento da recepção efetiva e maciça por parte da imprensa cultural lusa (revistas e suplementos literários) do novo romance brasileiro” . Matérias de autores portugueses publicadas nas revistas O Diabo, Sol Nascente, Vértice, Seara Nova e outros periódicos neorrealistas eram transcritas na Esfera e vice-versa. Afonso escreveu nos oito números da revista Esfera a coluna Documentário Cultural Português (que apenas na edição número um se chamou Panorama Cultural Português). Nos periódicos portugueses O Diabo e Sol Nascente Afonso assinava uma seção similar, Panorama Cultural Brasileiro, onde publicava notas e artigos sobre a produção de autores brasileiros como Jorge Amado, José Lins do Rego, Rachel de Queiroz, Graciliano Ramos, Armando Fontes e Érico Veríssimo, o que o tornou um grande divulgador da literatura brasileira contemporânea no País.
Além de Afonso de Castro Senda, outros vinte e quatro autores portugueses colaboraram nestas oito edições da Esfera, sendo a maioria formada por jovens redatores do Diabo e O Sol Nascente, vinculados à corrente literária neorrealista e ao movimento antisalazarista. Entre eles Manuel Anselmo (1911-1992), Manuel da Fonseca (1911-1993), Mário Dionísio (1916-1993), Irene Lisboa (1892-1958), Tomas Kim (1915-1967) e Abel Salazar (1889-1946), cujas obras vêm sendo revisitadas em Portugal, e os consagrados Adolfo Casais Monteiro (1908-1972), José Régio (1901-1969) e João de Barros (1881-1960).
A literatura de outros países da América do Sul está presente desde o primeiro número, com a seção Sobre Literatura Hispano-Americana onde foi publicado Los historiadores de la literatura en el Brasil, do jornalista e militante argentino antiperonista Atílio Garcia Mellid.  Nos outros números a seção foi substituída pela coluna Letras Hispano-Americana, de Enrique Rodríguez Fabregat (San José/Uruguai, 1895 – 1976), que publicou na sua coluna na Esfera os seguintes artigos: Índice de la poesia Peruana contemporânea, Tala: el nuevo libro de Gabriela Mistral, El cinquentenario de Sarmiento, sobre o escritor argentino Domingos Faustino Sarmiento (1811-1888), Nuevos Libros Americanos e La voz que no apago la muerte, sobre a poetisa argentina falecida no mês anterior, Alfonsina Storni. Alfonso Hernandez Catá publicou na Esfera La Moneda Ideal, uma crítica à biografia de Rodolfo Valentino de H. L. Mencken. 
A Esfera também veiculou obras ficcionais de autores da América Latina: poemas de Alvaro Yunque (argentino), Enrique Fabregat, Miguel Bustos Cerecedo (mexicano), Nicolas Guillen (cubano), Gabriela Mistral (chilena) e Serafin J. Garcia (uruguaio) e um conto do boliviano Jesus Lara.
Os Estados Unidos estão representados pela crítica intitulada Aventura, onde Edison Carneiro comenta Tacão de Ferro, uma das mais conhecidas obras do romancista e ativista socialista, Jack London, (cuja primeira tradução para o português foi feita por Silvia e publicada pela editora Estrela Vermelha, em 1947, com capa e ilustrações de Paulo Werneck) e no artigo O Poeta, de Phócion Serpa, sobre Ralph Waldo Emerson (1803 - 1882).
Provenientes ou referindo-se ao mundo intelectual europeu, além dos portugueses foram publicados os seguintes artigos: O homem Perfeito e Feliz do carioca Thomaz Murat, que trata da vida e obra de Goethe; Hristo Botjov, um elogio à vida e obra do poeta e revolucionário búlgaro, ressaltando o compromisso de sua arte com a justiça social, e Palavras sobre a missão utilitária do artista, ambos de Kliment Kostov, da Bulgária. Odilon Negrão escreveu sobre o livro Viagem ao Brasil, do suíço Luiz Agassiz e sua esposa americana, Elizabeth Cary Agassiz e Frederico Reys Coutinho comentou o livro do francês André Malraux, publicado em 1930 na França, em Notas sobre A Estrada Real.
As obras ficcionais europeias publicadas na Esfera são a tradução do artigo do francês Jacques Madaule, Poesia e realidade, o conto Feuille D'Album de Katherine Mansfield, traduzido por Jorge Amado e De Charles Louis Phillipe, trechos de autoria do escritor francês transcritos da revista Caractères.
Por fim, alguns intelectuais estrangeiros foram estudados e comentados em artigos científicos: Afonso de Castro Senda escreveu sobre os franceses Jean Guéheno e Seignobos e sobre o filósofo dinamarquês Harald Høffding e Edison Carneiro, como sabemos, sobre o livro Madame Curie, escrito por sua filha Eva Curie e traduzido naquele ano por Monteiro Lobato.
Em Artes os portugueses colaboraram com dois artigos teóricos, Esquema para um ensaio sobre a arte como criação livre e inalienável, de Adolfo Casais Monteiro e Acerca dos conhecimentos indispensáveis ao escritor de Belas Artes, de João Alberto, e três críticos:  Recordações do Minho Arcaico de Abel Salazar, de Carlos Relvas, Dominguez Alvarez, de João Alberto e Abel Salazar em Lisboa, de Jorge Domingues.
Além dos portugueses, nas artes colaboraram os estrangeiros Leopoldo Mendez, Emil Filla, Frans Masereel, entre outros.